# Richard Fletcher (Politiker)

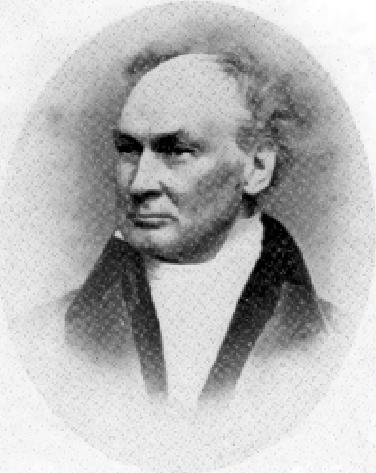
Richard Fletcher

Richard Fletcher (* 8. Januar 1788 in Cavendish, Windsor County, Vermont; † 21. Juni 1869 in Boston, Massachusetts) war ein US-amerikanischer Jurist und Politiker. Zwischen 1837 und 1839 vertrat er den Bundesstaat Massachusetts im US-Repräsentantenhaus.

## Leben
Richard Fletcher genoss eine gute Grundschulausbildung und studierte danach bis 1806 am Dartmouth College in Hanover. Von 1806 bis 1808 arbeitete er als Lehrer in Salisbury, ebenfalls im Staat New Hampshire. Nach einem anschließenden Jurastudium und seiner 1809 erfolgten Zulassung als Rechtsanwalt begann er in Salisbury in diesem Beruf zu arbeiten. Seit 1819 lebte er in Boston. In den 1830er Jahren schlug er als Mitglied der Whig Party eine politische Laufbahn ein.
Bei den Kongresswahlen des Jahres 1836 wurde Fletcher im ersten Wahlbezirk von Massachusetts in das US-Repräsentantenhaus in Washington, D.C. gewählt, wo er am 4. März 1837 die Nachfolge von Abbott Lawrence antrat. Da er im Jahr 1838 auf eine weitere Kandidatur verzichtete, konnte er bis zum 3. März 1839 nur eine Legislaturperiode im Kongress absolvieren. Zwischen 1848 und 1853 war Richard Fletcher Richter am Supreme Court of Massachusetts. Er starb am 21. Juni 1869 in Boston.